# گیشا (فیلم ۱۹۱۴)
«گیشا» (انگلیسی: The Geisha (1914 film)) یک فیلم است که در سال ۱۹۱۴ منتشر شد.